# Ba Hòn
Ba Hòn là một cụm núi thấp, gồm 3 ngọn núi Hòn Đất, Hòn Me, Hòn Quéo sát bờ biển, thuộc xã Thổ Sơn, huyện Hòn Đất, tỉnh Kiên Giang. Tên gọi Ba Hòn được đặt bởi người dân địa phương để chỉ 3 ngọn núi nằm liền kề nhau. Khu vực này vẫn còn nguyên vẹn rừng và được phân loại là rừng phòng hộ. Hiện tại, chính quyền địa phương cấm khai thác đá tại khu vực này. Ba Hòn là Khu di tích lịch sử cấp quốc gia, với truyền thống cách mạng nổi bật qua cuộc chiến đấu chống Pháp và chống Mỹ. Trong định hướng phát triển của địa phương, Ba Hòn sẽ phát triển kết hợp 3 loại hình du lịch đặc trưng: du lịch tâm linh, du lịch sinh thái và du lịch tham quan di tích văn hóa, lịch sử.

## Địa lý chung
Cụm núi nằm cách thị trấn Hòn Đất 10 km về hướng nam, chệch hướng tây nam, nằm ngay sát bờ biển. Từ thị trấn Hòn Đất đi theo con đường nhựa nằm dọc kênh Hòn Sóc khoảng 5 km để đến Hòn Sóc, từ đó đi tiếp 5 km theo con đường bê tông để đến Ba Hòn.
Cụm gồm 3 ngọn núi:
- Hòn Đất, cao 260 m
- Hòn Me, cao 200 m
- Hòn Quéo, cao 30 m

Trong ba ngọn núi thì Hòn Đất và Hòn Me có kích thước gần bằng nhau. Hòn Quéo nằm về phía tây bắc với kích thước rất nhỏ sát biển. Dưới chân núi Hòn Đất và Hòn Me là các cánh đồng lúa. Cánh đồng lúa nằm giữa hai núi vị trí trông ra biển có chiều rộng nhất khoảng 1 km. Có một tuyến đường nhựa chạy ngang phía ngoài hai ngọn núi dọc theo bờ biển, phía ngoài cùng tuyến đường là khu vực rộng khoảng 400–500 m là một vành đai ven biển, bao gồm đai rừng ngập mặn phòng hộ ven biển, xen kẽ là các khu vực nuôi trồng thủy sản của dân địa phương, chủ yếu là nuôi tôm sú.
Ban đầu, cả ba ngọn núi đều là các hòn đảo, về sau do phù sa bồi đắp xung quanh mà gắn với đất liền. Phân vị địa tầng của cụm núi thuộc Giới Cenozoi, hệ Đệ Tứ, thống Holocen. Thành phần trầm tích là cát bột, ít sạn và mảnh vỏ sò, màu xám vàng. Đá có tuổi Pecmi, chủ yếu là đá vôi, đôi nơi có thêm đá dolomit.
Cụm núi nằm trong vùng nhiệt đới, nhận không khí ẩm ướt từ vịnh Thái Lan ở phía tây thổi vào. Xung quanh chân núi người dân đào các kênh rạch chằng chịt. Phía tây bắc, phía đông bắc và hướng đông có kênh Hòn Me, phía đông xa hơn có kênh 9.

## Sinh vật

### Thực vật
Vào năm 2013, một nghiên cứu của Tổ chức bảo vệ động vật hoang dã Wildlife At Risk (WAR) nhằm phục vụ cho vận hành Trạm cứu hộ động vật hoang dã Hòn Me đã thống kê thực vật trong vùng Ba Hòn. Vùng có 154 loài thực vật hoang dã, 13 loài cây rừng được trồng bổ sung và 13 loài cây ăn quả. Các loài thực vật bao gồm:
- Ráng nguyệt xỉ suốt (Adiantum diaphanum)
- Ráng ất minh (Osmunda claytoniana)
- Ráng đuôi phụng Fortune, Cốt toái (Drynaria fortunei)
- Ráng đuôi phụng lá sồi (Drynaria quercifolia)
- Bòng bòng dẻo (Lygodium flexuosum var. alta)
- Nưa trồng (Amorphophallus konjac)
- Ráy to (Pothos grandis)
- Dây bá (Scindapsus officinalis)
- Thốt lốt (Borassus flabellifer)
- Mây tất, Mây sắt, May lá liễu (Calamus salicifolius)
- Đủng đỉnh ngứa (Caryota urens)
- Dừa nước, Dừa lá (Nypa fruticans)
- Cát lồi, Mía dò (Costus speciosus)
- Udu tia, Lác tia (Cyperus digitatus)
- Udu to (Cyperus grandis)
- Khoai dái, Khoai trời (Dioscorea bulbifera)
- Từ nhám, Nần (Dioscorea triphylla var reticulata)
- Ngót ngoẻo, Huệ lồng đèn (Gloriosa superba)
- Huỳnh tinh rằn (Calathea cf clossoni)
- Chuối rừng, Chuối hoang nhọn (Musa acuminata subsp siamea)
- Sa nhân cóc, Đò ho (Amomum tsao-ko)
- Gừng gió, Ngải xanh (Zingiber zerumbet)
- Ô rô (Acanthus ebracteatus)
- Trang đất, Xuân hoa thon (Pseuderanthemum crenulatum)
- Xoài (Mangifera ssp)
- Sưng có đuôi (Semecarpus caudata)
- Cóc rừng (Spondias pinnata)
- Mãng cầu Xiêm (Annona muricata)
- Bình bát (Annona glabra)
- Ngọc lan tây, Cây công chúa (Cananga odorata)
- Bồ quả Đac (Uvaria dac)
- Mò cua-Sữa ([[Alstonia scholaris]])
- Lá Lức, Lức Ấn, Cúc tần (Pluchea indica)
- Núc nác (Oroxylon indicum)
- Gòn ta trăng trắng (Bombax albidum)
- Gòn ta (Ceiba pentandra)
- Sầu riêng (Durio zibethinus)
- Cùm rụm (Carmone microphylla)
- Trám nâu, Trám duyên hải (Canarium littorane var rufum)
- Gõ đỏ, Gõ cà te (Afzelia xylocarpa)
- Mấu đỏ, Gố (Bauhinia ornata var balansae)
- Ô môi (Cassia grandis)
- Me (Tamarindus indica)
- Cáp gai nhỏ (Capparis micrantha subsp. korthalsiana)
- Chưn bầu (Combretum quadrangulare)
- Chiêu liêu nghệ (Terminalia triptera)
- Trường sanh (Chevalier Kalanchoe integra var. chevalieri)
- Dây bát (Coccinia grandis)
- Dầu con rái (Dipterocarpus alatus)
- Dầu song nàng (Dipterocarpus dyeri)
- Sao xanh (Hopea helferi)
- Sao đen (Hopea odorata)
- Chò chỉ, Chò đen (Parashorea stellata)
- Sến mủ, Sến cát, Sến đỏ (Shorea roxburghii)
- Cẩm liên, Cà chấc xanh (Shorea siamensis)
- Thị núi, Nhôn (Diospyros montana)
- Thị lá đài rộng (Diospyros latisepala)
- Côm đồng nai, Đước núi, Chan chan (Elaeocarpus tectorius)
- Chòi mòi, Chua mòi (Antidesma ghaesembilla)
- Sang sé, Cứt sát, Chòi mòi (Antidesma japonica)
- Dâu ta (Baccaurea ramiflora)
- Bồ lốt, Mọ trắng, Lộc mại (Claoxylon indicum)
- Cơm gào, Mỏ chim, Đầu chó (Cleidion spiciflorum)
- Gía, Trà mủ (Excoecaria agallocha)
- Ruối không lông (Mallotus glabriusculus)
- Ba chia, Rùm nao, Thuốc Sán (Mallotus philippensis)
- Phèn đen (Phyllanthus reticulata)
- Thầu dầu (Ricinus communis)
- Bồ ngót lông (Sauropus villosus)
- Cổ ngỗng, Kén (Suregada multiflora)
- Bứa lá tròn dài (Garcinia oblongiflolia)
- Cầy, Kơ nia (Irvingia malayana)
- Bời lời nhớt (Litsea glutinosa)
- Bơ (Persea americana)
- Kháo mềm (Persea mollis)
- .v.v...

### Động vật

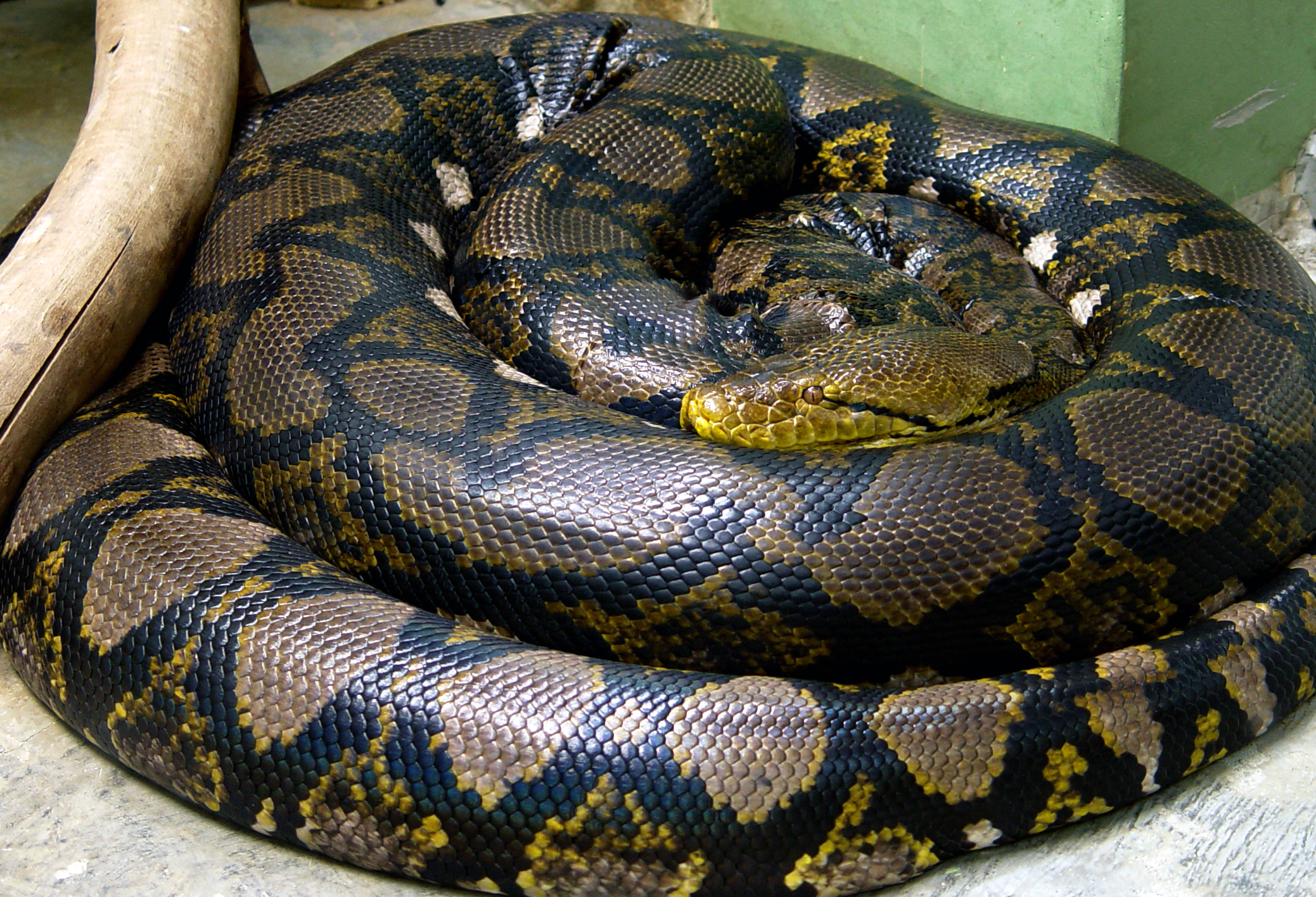
Trăn gấm được xếp vào mức CR: rất nguy cấp, tại vùng Ba Hòn

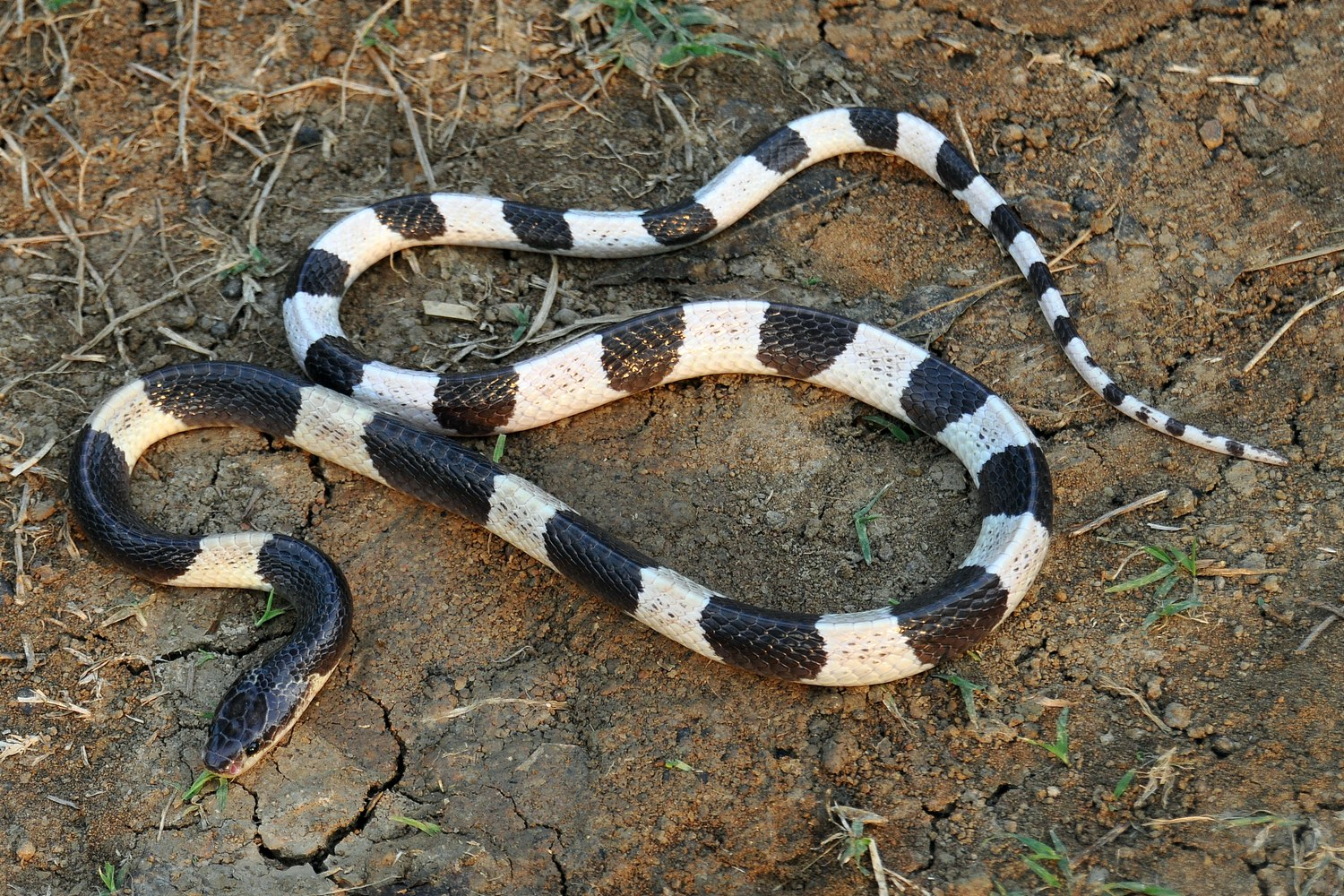
Rắn cạp nia được xếp vào mức EN: nguy cấp, tại vùng Ba Hòn

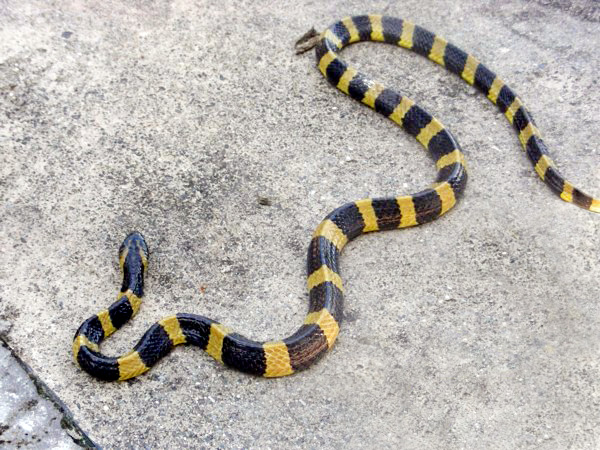
Rắn cạp nong được xếp vào mức EN: nguy cấp, tại vùng Ba Hòn

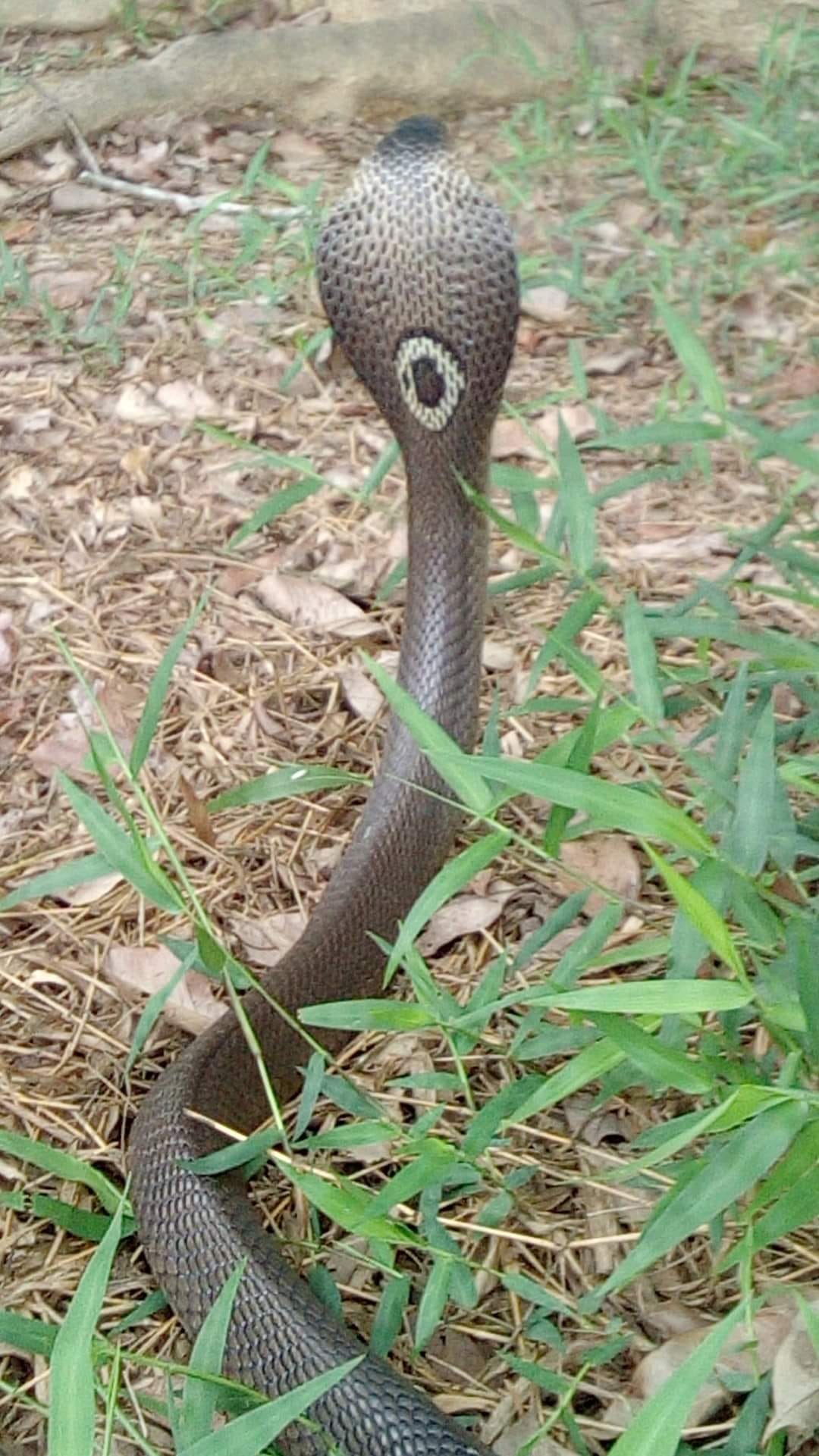
Rắn hổ mang được xếp vào mức EN: nguy cấp, tại vùng Ba Hòn

Năm 2014, theo thống kê Tổ chức bảo vệ động vật hoang dã Wildlife At Risk (WAR), họ đã thống kê động vật trong vùng Ba Hòn, vùng có 34 loài bò sát và lưỡng cư. Các loài động vật bao gồm:
- Cóc nhà (Common Asian Toad)
- Nhái bầu hoa (Microhyla fissipes)
- Ễnh ương (Kaloula pulchra)
- Nhái (Fejervarya limnocharis)
- Ếch đồng (Hoplobatrachus rugulosus)
- Cóc nước nhẫn (Occidozyga martensii)
- Ếch cây mu tút (Polypedates mutus)
- Nhông xanh (Calotes versicolor)
- Thằn lằn bay đốm (Draco cf. maculatus)
- Thạch sùng ngón đốm (Cyrtodactylus cf. paradoxus)
- Thạch sùng lá xiêm (Dixonius siamensis)
- Tắc kè (Gekko gecko)
- Thạch sùng (Hemidactylus sp.)
- Thạch sùng đuôi sần (Hemidactylus frenatus)
- Tắc kè chân vàng (Cnemaspis auranticopes)
- Thằn lằn bóng hoa (Eutropis multifasciatus)
- Thằn lằn cổ (Scincella sp.)
- Thằn lằn vạch (Lipinia vittigera)
- Trăn gấm (Broghammerus reticulatus)
- Rắn roi mõm nhọn (Ahaetulla nasutus)
- Rắn rào đốm (Boiga multomaculata)
- Rắn lục cườm (Chrysopelea ornata)
- Rắn roi/rắn leo hoa (Dendrelaphis pictus)
- Rắn snai-đơ (Cerberus schneiderii)
- Rắn kiếm đuôi vòng (Oligodon cf. fasciolatus)
- Rắn kiếm mau ho ti (Oligodon mouhoti)
- Rắn hổ đất nâu (Psammodynostes pulverulentus)
- Rắn de (Dryocalamus davidsonii)
- Rắn khuyết thường (Lycodon capucinus)
- Rắn hoa cổ vàng (Rhabdophis cf. chrysagos)
- Cạp nia nam (Bungarus candidus)
- Rắn cạp nong (Bungarus fasciatus)
- Rắn hổ mang (Naja cf. kaouthia)
- Rắn lục mép trắng (Trimeresurus albolabris)

## Lịch sử
Khoảng từ đầu thế kỷ 19, vùng Hòn Đất được Xiêm La quốc lộ trình tập lục mô tả có rừng bao phủ cây cối sum suê, có nhiều thảo dược, dân trồng cây thuốc lá, làm dầu rái, đốt than, lấy tổ ong. Khu vực ven biển là rừng ngập mặn, dân cư làm nghề đánh cá và lấy tổ ong.
Theo ghi chép "Truyền thống cách mạng Đảng bộ và quân dân Thổ Sơn anh hùng" của Ban Thường vụ Huyện ủy Hòn Đất phát hành năm 2003, vùng có chiến lược quan trọng trong cả hai cuộc chiến đấu chống Pháp và chống Mỹ. Đây là nơi dừng chân của vận chuyển hàng quân sự, con đường chiến lược 1C từ kênh Vĩnh Tế về rừng U Minh Thượng. Thổ Sơn trong đó có Ba Hòn là vùng căn cứ cách mạng, là bàn đạp đánh vào trung tâm đầu não và các căn cứ quân sự của Việt Nam Cộng hòa ở Rạch Giá. Trong thời kỳ chiến tranh Việt Nam, vùng Ba Hòn là khu vực chiến sự ác liệt giữa quân Giải phóng và quân lực Việt Nam Cộng hòa. Tháng 1 năm 1962, quân lực Việt Nam Cộng hòa huy động 2.000 quân đánh vào vùng trong một chiến dịch nhiều ngày. Ngày 9 tháng 1 năm 1962, Phan Thị Ràng, thường được biết đến là chị Sứ, một người chiến sĩ phe Giải phóng bị bắt và bị sát hại. Tên tuổi chị trở nên nổi tiếng ở vùng đất này cho đến tận ngày nay.
Theo dữ liệu ghi nhận của chính quyền cách mạng, quân kháng chiến trong vùng đã chiến đấu 300 trận trong thời kỳ 21 năm chiến tranh Việt Nam. Họ đã tiêu diệt 1.560 quân đối phương; phối hợp với quân kháng chiến chủ lực đánh hơn 250 trận, tiêu diệt 3.000 quân đối phương. Số người trong vùng tham gia quân kháng chiến của phe Giải phóng là 230 người. Tại vùng đất này có gần 1.000 quân kháng chiến thiệt mạng. Ngày nay, dưới chân núi Hòn Đất có khu tưởng niệm với tên gọi Khu di tích lịch sử Hòn Đất, phía trong có mộ và nơi thờ chị Sứ.
Ba Hòn ngày nay trở thành Khu di tích lịch sử cấp quốc gia, được công nhận vào năm 1989. Ngày 30 tháng 4 năm 2015, Thủ tướng Nguyễn Tấn Dũng cùng phu nhân, đại diện Bộ Tư lệnh Quân khu 9, lãnh đạo tỉnh Kiên Giang, hơn 250 cựu quân dân y, cựu thanh niên xung phong các tỉnh, thành trên khắp miền Tây Nam Bộ đã từng sống, chiến đấu tại vùng Ba Hòn về dự lễ khánh thành Bia lưu niệm Quân dân y tỉnh Kiên Giang. Công trình xây dựng trên diện tích hơn 1.000 m2, gồm có nhà bia, phù điêu, cổng–hàng rào, đường lên hang quân y, cây xanh,... Khu khuôn viên này nằm khá gần khu mộ chị Sứ.

## Kinh tế
Ba Hòn ngày nay thuộc quyền quản lý của xã Thổ Sơn, huyện Hòn Đất. Dân cư trong vùng chủ yếu sống bằng nông nghiệp và nuôi trồng thủy hải sản. Dọc theo chân núi là các khu vườn trồng xoài, các giống năng suất như xoài cát Hòa Lộc. Địa phương cũng đã thành lập Hợp tác xã xoài cát Hòa Lộc Hòn Đất. Diện tích trồng loại xoài này là 400 ha với năng suất 6 tấn/ha.
Cả ba ngọn núi Hòn Đất, Hòn Me, Hòn Sóc vẫn còn nhiều tiềm năng du lịch lớn. Hòn Đất có Khu di tích lịch sử và hàng loạt điểm tham quan cách mạng, có khu trưng bày tiếp nhận đá chủ quyền Trường Sa. Hòn Me có trạm cứu hộ động vật hoang dã đầu tiên của vùng đồng bằng sông Cửu Long. Hòn Quéo có ngôi chùa là địa điểm tham quan tâm linh. Vùng Ba Hòn có nhiều làng nghề truyền thống của người Khmer địa phương như đan đệm lát, làm nồi đất thủ công, xóm đánh lưới ghẹ, ghe câu cá biển gần bờ. Hoạt động du lịch tham quan gắn liền thưởng thức loại hải sản như ghẹ tươi sống, tôm tít, nghêu sò, cá tươi của vùng biển.
Chính quyền tỉnh Kiên Giang đã đầu tư 1.480 tỷ VND cho Dự án công trình xây dựng đường bộ ven biển Hòn Đất–Kiên Lương vào năm 2021. Trong đó, Hòn Me với đường vòng quanh núi sẽ là đầu tuyến của con đường. Tuyến đường có chiều dài 39,4 km, quy mô đường là đường cấp III đồng bằng, với 2 làn xe cơ giới, kết cấu mặt đường cấp cao A1. Mục đích dự án thúc đẩy phát triển kinh tế xã hội, trong đó khai thác tiềm năng du lịch địa phương tại nhiều nơi trong đó có Ba Hòn. Đồng thời, dự án giao thông này góp phần tăng cường năng lực quốc phòng.
Chính quyền đang lập quy hoạch phát triển vùng Ba Hòn trong thời gian tới, trong đó diện tích quy hoạch du lịch được xác định là 505 ha. Trong diện tích quy hoạch đó diện tích 100 ha đất bãi bồi ven biển Hòn Me và Hòn Đất sẽ xây dựng khu cảng biển du lịch, khu bãi tắm biển nhân tạo, khu nghỉ dưỡng ngắn ngày, khu resort, làng sinh thái, khu đô thị, khu vui chơi, giải trí,... Chính quyền địa phương sẽ thúc đẩy phát triển kết hợp 3 loại hình du lịch đặc trưng: du lịch tâm linh, du lịch sinh thái và du lịch tham quan di tích văn hóa, lịch sử.

### Sách
- Trung tâm thông tin và chuyển giao tiến bộ sinh học Việt Nam (2000). Đồng bằng sông Cửu Long: đón chào thế kỷ 21. Nhà xuất bản Thành phố Hồ Chí Minh. OCLC 47171667.